# Најбоља понуда
Најбоља понуда (итал. La migliore offerta - у Великој Британији назван The Best Offer) снимљен је 2013. године на енглеском језику. Италијански психолошки трилер је режирао и сценирао Ђузепе Торнаторе. Улоге у филму тумаче Џефри Раш, Џим Стерџес, Силвија Хукс, Доналд Садерланд. Музику је компоновао Енио Мориконе.

## Радња филма
Филм говори о љубави и обмани. Радња се одвија у Европи у свету врхунских аукција и антиквитета. Прича се врти око Вирџила Олдмана (Џефри Раш), старијег, имућног и цењеног, али помало арогантног и ексцентричног генералног директора истакнуте аукцијске куће. Олдман је унајмљен од стране мистериозне младе наследнице, Клер Ибетсон (Силвија Хукс), да лицитира за велику колекцију уметничких дела и антиквитета које су јој оставили родитељи. Клер увек одбија да је лично виде јер пати од тешке агорафобије и зато никада не напушта своју собу. Одлучила је да верује Олдману чак и ако он сам пати од ОКП. Убрзо Вирџил, доживотни нежења који се може поистоветити са њеним повлачењем, схвата да се заљубио у њу.
Млади оштроумни мајстор Роберт (Џим Стерџес) помаже Олдману да обнови и састави необичне механичке делове које је пронашао међу Клариним стварима, док му даје савете како да се спријатељи са њом и како да се носи са својим осећањима према њој. Олдманов положај и престиж подрмани су тренутном преваром где му његов пријатељ Били Вистлер (Доналд Садерланд) помаже да прикупи велику приватну колекцију портрета који вреде милионе, представљајући их на аукцији као дела других уметника. Били је и сам амбициозан уметник, али Олдман не схвата његов рад озбиљно.
Споредна прича укључује Вирџила који проналази убуђан и изгорео комад дрвета у вили другог клијента. Професионалном реконструкцијом открива испод слику за коју Вирџил лажно тврди да ју је насликао фалсификатор из 16. века који није могао да се открије да је жена већ се само потписивао као "В". Вирџил обавештава друге клијенте да сви фалсификатори имају неодољиву жељу да модификују оригинале, што открива уметничка осећања фалсификатора. На аукцији слика је продата за 90.000 фунти, али касније Вирџил објашњава Билију да је он знао да је то уствари оригинал вредан негде око 8 милиона фунти, затим Били купује слику за Вирџила од њеног првог купца за 250.000 фунти.
Олдман на крају започиње везу са Ибетсон, и тако компромитује свој рад. На врхунцу њихове везе Клер превазилази њен страх од спољног света и Вирџил оставља по старни његове рукавице. Клер одлази да живи са Вирџилом који верује осетљивој Клер толико да јој показује његову тајну колекцију непроцењивих женских потрета. Преправљена осећањима Клер каже Вирџилу да без обзира шта се деси њима двома, да га она воли. Вирџил се враћа кући једног дана и отркива да су цела његова колекција и Клер нестали. У трезору се налази аутомат констуисан од механичких делова које је Вирџил дао Роберту, аутомат пушта поруку од Роберта која каже да постоји нешто стварно у сваком фалсификату, и да ће због тога Роберту стварно недостајати Вирџил. Вирџил схвата да је он жртва сложене преваре коју су извели Роберт, Клер и Били, али он нема могућности да оде у полицију због нелегалног начина на који је он сам набавио делове. Након месеци опоравка од издаје у менталној институцији, Вирџил одлази у Праг, где проводи време седећи у ресторану који му је Клер једном предложила. Ресторан је био испуњен сатовима који га потсећају на његов ОКП. Он седи тамо сам за столом питајући се да ли је Клерина изјава љубави била лажна или је то било право осећање које је укључила у превару.

## Улоге
- Џефри Раш као Вирџил Олдман, престижни аукционар
- Џим Стерџес као Роберт, лимар и механички мајстор
- Силвија Хукс као Клер Ибетсон, повучена наследница
- Доналд Садерланд као Били Вистлер, уметник; пријатељ Вирџила који му помаже на аукцијама
- Филип Џексон као Фред, домар виле Ибетсон
- Кети МцГоверн као стручњак за уметност
- Дермот Краули као Ламберт (Вирџилов главни асистент)
- Лија Кебеде као Сарах, Робертова девојка
- Маxимилиан Дир као Вирџијев помоћник
- Лауренце Белграве као Вирџијев помоћник
- Шон Бјукенон као Вирџијев помоћник
- Кируна Стамел као Клер, жена у бару која броји ствари
- Антон Александар као агент за некретнине
- Џон Бенфилд као Бармен
- Мајлс Ричардсон као Стеирецк Маитре
- Џејмс Патрик Конвеј као Стеирецк Mенаџер
- Бриџит Кристенсен као прва ћерка

## Продукција
Филм је продуцирао Paco Cinematografica са подршком од ФЈК (Фурланија-Јулијска крајина) филмске фондације. Снимање је почело у Трсту 30. априла 2012. године. За Торнаторе-а ово је значило повратак у Трст, он је ту снимио La Sconosciuta 2005, са Ксенијом Рапопорт. Снимање је трајало између 5 и 6 недеља у регији Фурланија-Јулијска крајина, Бечу, Прагу и Јужном Тиролу.

## Критика

### Критички пријем
Најбоља понуда је добила мешовите оцене. На Rotten Tomatoes филм има резултат од 55%, са просечним оценама од 5.84/10, на основу рецензија од 33 критичара. На Metacritic, филм има оцену 49 (од 100), основано на рецензијама од 17 критичара, због тога филм има "мешовите или просечне рецензије". Ендру Пулвер из The Guardian оценио је са 2/5 звездица и називајући га "укоченим" и "компликованим". Филипа Хавкер из The Age оценила је са 3/5 звездица и назвала "згодним, али ипак строгим". Сандра Хол из Brisbane Times оценила је са 4/5 звездица и похвалила је глуму Џефрија Раша. Дебора Јангс из Hollywood Reporter рекла је да је "оштроумно написан". Variety је рекао да је филм "површан" и "клише", али предвидели су успех у box office.

### Box office
Током приказивања за време викенда у Италији филм је зарадио $2,496,402 из 373 биоскопа и дебитовао на другом месту box office листе. Зарадио је $12,021,662 на домаћем тржишту и $8,468,038 на глобалном што је укупна зарада од $20,489,700.

## Признања
| Награде                       | Награде                 | Награде                               | Награде    | Награде |
| Награда                       | Категорија              | Примаоци и номиновани                 | Резултат   |         |
| ----------------------------- | ----------------------- | ------------------------------------- | ---------- | ------- |
| 58. Награда Давид ди Донатело | Најбољи филм            | Ђузепе Торнаторе                      | Освојено   |         |
| 58. Награда Давид ди Донатело | Најбољи редитељ         | Ђузепе Торнаторе                      | Освојено   |         |
| 58. Награда Давид ди Донатело | Најбољи сценарио        | Ђузепе Торнаторе                      | Номинација |         |
| 58. Награда Давид ди Донатело | Најбољи продуцент       | Изабела Кокуца и Артуро Паглиа        | Номинација |         |
| 58. Награда Давид ди Донатело | Најбоља кинематографија | Фабио Замарион                        | Номинација |         |
| 58. Награда Давид ди Донатело | Најбољи сетови и украси | Мауризио Сабатини и Рафаела Дјованети | Освојено   |         |
| 58. Награда Давид ди Донатело | Најбољи костими         | Мауризио Миленоти                     | Освојено   |         |
| 58. Награда Давид ди Донатело | Најбоља шминка          | Луири Рокети                          | Номинација |         |
| 58. Награда Давид ди Донатело | Најбоља фризура         | Стефано Чекарели                      | Номинација |         |
| 58. Награда Давид ди Донатело | Најбоље уређивање       | Масимо Кваглија                       | Номинација |         |
| 58. Награда Давид ди Донатело | Најбољи звук            | Гилберто Мартинели                    | Номинација |         |
| 58. Награда Давид ди Донатело | Најбољи резултат        | Енио Мориконе                         | Освојено   |         |
| 58. Награда Давид ди Донатело | Млади Давид             | Ђузепе Торнаторе                      | Освојено   |         |
| 67. Награда Сребрне Траке     | Најбољи редитељ         | Ђузепе Торнаторе                      | Освојено   |         |
| 67. Награда Сребрне Траке     | Најбољи продуцент       | Изабела Кокуца и Артуро Паглиа        | Освојено   |         |
| 67. Награда Сребрне Траке     | Најбољи сценарио        | Ђузепе Торнаторе                      | Номинација |         |
| 67. Награда Сребрне Траке     | Најбоља кинематографија | Фабио Замарион                        | Номинација |         |
| 67. Награда Сребрне Траке     | Најбоља сценографија    | Мауризио Сабатини и Рафаела Дјованети | Освојено   |         |
| 67. Награда Сребрне Траке     | Најбољи костими         | Мауризио Миленоти                     | Освојено   |         |
| 67. Награда Сребрне Траке     | Најбољи уредник         | Масимо Кваглија                       | Освојено   |         |
| 67. Награда Сребрне Траке     | Најбољи звук            | Гилберто Мартинели                    | Номинација |         |
| 67. Награда Сребрне Траке     | Најбољи резултат        | Енио Мориконе                         | Освојено   |         |
| 53. Италијански Златни Глобус | Најбоља кинематографија | Фабио Замарион                        | Номинација |         |
| 53. Италијански Златни Глобус | Најбоља музика          | Енио Мориконе                         | Номинација |         |
| 26. Европска Филмска Награда  | Најбољи филм            | Ђузепе Торнаторе                      | Номинација |         |
| 26. Европска Филмска Награда  | Најбољи редитељ         | Ђузепе Торнаторе                      | Номинација |         |
| 26. Европска Филмска Награда  | Најбољи сценариста      | Ђузепе Торнаторе                      | Номинација |         |
| 26. Европска Филмска Награда  | Најбољи композитор      | Енио Мориконе                         | Освојено   |         |
| 26. Европска Филмска Награда  | Награда за избор људи   | Ђузепе Торнаторе                      | Номинација |         |